# Манастириште код села Ивање
Манастириште код села Ивање је археолошки локалитет на коме се налазе остаци православне цркве из 13. до 14 века. Делећи судбину свог народа, овај божански храм је срушен (не зна се кад) и претворен у развалине које и даље окупљају народ Ивање, са 88 пунолетниа становника, просечна старост 65,7 година, да слави Бога.

## Положај и време настанка
Аехеолошки локалитет Манастириште са остацима средњовековне цркве, налази се код села Ивање у општини Бојник у Јабланичком округу на обронцима планине Радан. Или како је наведено у једном запису из 1880. године:
У сред једне долине (у Ивањи), у лугу има једно црквиште, од којег стоји само зид од врата, а остало је порушено.
Према њеној основи, употребљеном грађевинском материјалу и занатским поступком којим је црква грађена може се датовати на период 13 до 14. века.
Сигурне и последње податке о постојању цркве у Ивању (тада Ивахње), налазимо у попису Области Бранковића, из 1455. године, у коме се наводи да у селу Ивање (тада Ивахње), постоји црква у којој је чинодејствовао поп Оливер.

## Статус и категорија заштите
Због свог историјског, архитектонског и верског значаја археолошки локалитет Манастириште код села Ивање, проглашено је за „Културно добро“ и уведено у централни регистар споменика културе у Републици Србији. Као основ за упис у регистар послужило је решење Завода за заштитуту и научно проучавање споменика културе НРС бр.671/48 од 6. маја 1948. године.
Надлежни завод који води локални регистар и бригу о овом археолошком локалитету је: Завод за заштиту споменика културе Ниш.

## Историја
Прошлост Топлице и Дубочице под српском влашћу може се пратити од средине 12. века, у време када је област Жупе Топлица и Реке припадала Стефану Немањи као део његове удеоне кнежевине, док је Дубочицу, која се природно наслањала на његову област добио од византијског цара Манојла I.
О значају читавог овог подручја у српској средњовековној држави најбоље говори чињеница да је Топлица, већ крајем 12. века, имала статус веће територијалне и управне целине – земље. У њеном саставу налазиле су се у овом периоду и жупе Дубочица и Реке.
Средиште земље Топлице померено је у позном средњем веку у Дубочицу. Након оснивања самосталне српске цркве 1219. године, основана је Топличка епископија, која ће касније бити уздигнута на ранг митрополије. Њена духовна власт пружала се на целој територији земље Топлице. У том раздобљу највероватније је настала и црква код села Ивање.
Након пропасти Душановог царства Топлица и Дубочица наћи ће се у саставу државе кнеза Лазара, а затим и у саставу српске Деспотовине све до коначног пада под османску власт 1454. године. Већ наредне 1455. године формиран је Крушевачки санџак у чији су састав ушле. Према попису Области Бранковића, из 1455. године у селу Ивање (тада Ивахње), са 29 кућа, у којима је живело 30 домаћинстава, постојала је црква у којој је чинодејствовао поп Оливер.
Наведени догађаји означили су за становништво Топлице и Дубочице почетак живота у измењеним политичким, социјалним, административно-територијалним, верским и културним околностима, али истовремено и почетак борбе за очување националног и духовног и верског идентитета, када је већи број цркава и манастира порушен под најездом Османлија. Такву судбину задасила је и цркву чији остаци постоје на лолалитету Манастириште код села Ивање.

## Опис грађевине
Црква је некада била једнобродна грађевина са изнутра полукружном а споља тространом апсидом и припратом на западној страни. До данас је сачуван северни зид наоса у виси од око 1,5 до 2 m, апсида и западни зид припрате од око 0,50 m, док је јужни зид цркве прекривен шутом и растињем.
Миша Ракоција, из Завода за заштиту споменика културе Ниш је у свом извештају, са обиласка цркве прегледом шута констатовао:
У шуту су пронађене опека трапезастог формата које су могле припадати полукалоти апсиде или декорацији отвора, грумења кречног малтера, клесаног камена и правоугаоно обликован капител са делом стабла.
Црква је зидана притесаним каменом уз употребу опека, док ивице чине лепо обрађени тесаници. Између припрате и наоса је улазни отвор некада уоквирен клесаним довратницима.
На северној страни припрате су улазна врата у храм, мада није искључено да се у храм улазило и са западне стране. Врата која су била лучно надвишена каменим блоком са жлебом за учвршћивање, који се ослањао на довратнике. Ови делови репрезентативно замишљеног портала данас се налазе обрушени у простору припрате.
Јужно од цркве, на удаљености од око 20 метар видљив је масиван зид од ломљеног камена (дужине 5 m, дебљине 0,60 m), који је према мишљењу нишких археолога највероватније до манастирског комплекса са црквом, нашта упућује и топоним, можда Св. Ђорђа чије постојање наводе откривени извори.